# Xã Lower Chanceford, Quận York, Pennsylvania
Xã Lower Chanceford (tiếng Anh: Lower Chanceford Township) là một xã thuộc quận York, tiểu bang Pennsylvania, Hoa Kỳ. Năm 2010, dân số của xã này là 3.028 người.